# Orcajo
Orcajo é um município da Espanha na província de Saragoça, comunidade autónoma de Aragão. Tem 28,35 km² de área e em 2021 tinha 58 habitantes (densidade: 2 hab./km²).
O alcaide de Orcajo é Pedro Luis Aparicio Ramiro do Partido Socialista Operário Espanhol desde 2011

## Demografia
| Variação demográfica do município entre 1991 e 2004 | Variação demográfica do município entre 1991 e 2004 | Variação demográfica do município entre 1991 e 2004 | Variação demográfica do município entre 1991 e 2004 |
| --------------------------------------------------- | --------------------------------------------------- | --------------------------------------------------- | --------------------------------------------------- |
| 1991                                                | 1996                                                | 2001                                                | 2004                                                |
| 53                                                  | 47                                                  | 50                                                  | 39                                                  |